# Луи Шпор
Луи Шпор (на немски: Louis Spohr, Ludwig Spohr, кръщелно име: Ludewig) е германски цигулар, композитор, диригент и педагог. Заедно с италианеца Николо Паганини е сред най-големите цигулари по тяхно време.

## Биография
Той е най-голямото дете на медицинския съветник Карл Хайнрих Шпор (1756 – 1843) и съпругата му Ернестине Хенке (1763 – 1840). На 12 години е изпратен да учи музика в гимназията в Брауншвайг.
На 15 години е назначен за камерен музикант от херцог Карл Вилхелм Фердинанд от Брауншвайг. Негов учител става цигуларят Франц Ек (1774 – 1804). Той го придружава до Русия и се връща през юли 1803 г. обратно в Брауншвайг. През 1805 г. получава място като концертмайстор в Гота. Там се жени след една година за пианистката Дорете Шпор (родена Шайдлер). На 26 януари 1807 г. в Гота е приет в масонската ложа Ernst zum Compaß.
През 1813 г. е назначен като капелмайстор на театъра във Виена. Там се среща често с Бетовен, който го посещава и в дома му.
След две години напуска и пътува в Швейцария, Италия и Нидерландия и за пръв път се среща с Николо Паганини. През зимата 1817 г. е капелмайстор в театъра във Франкфурт на Майн и ръководител на оркестър. Напуска Франкфурт през септември 1819 г. и пътува в Белгия и в Париж. През 1820 г. отива в Лондон. След четири месеца се връща и установява в Дрезден. През януари 1822 г. става диригент в Касел.
Той композира и е учител в училището по виолина. Ученици от цяла Европа отиват да учат при него. Съпругата му умира през 1834 г. и той се жени втори път за пианистката Мариане Пфайфер.
Против волята му е пенсиониран на възраст 73 години през 1857 г. Почетен гражданин е на Касел. Умира почитан на 22 октомври 1859 г.

## Произведения
Луи Шпор оставя около 280 произведения (10 опери).